# وكالة أنباء قبرص
وكالة الأنباء القبرصية (اليونانية: Κυπριακό Πρακτορείο Ειδήσεων) ، أو CNA هي وكالة الأنباء الرئيسية في قبرص.

## التأسيس
تأسست وكالة الأنباء القبرصية رسميًا في 16 فبراير 1976 بمبادرة من المدير العام آنذاك لشركة الإذاعة القبرصية (CyBC) أندرياس كريستوفيدس، الذي رأى الحاجة إلى وكالة أنباء وطنية لقبرص.

## نبذة
تقوم حاليا باتفاقات تجارية مع رويترز والعديد من وكالات الأنباء العالمية الأخرى وتتعاون معها في تبادل الأخبار والمعلومات.

## روابط خارجية
- الموقع الرسمي